# Vliegbasis Kép
Vliegbasis Kép is een militair vliegveld bij Kép, een thị trấn in het district Lạng Giang van de Vietnamese provincie Bắc Giang. Het vliegveld is gevestigd in xã Hương Lạc, even ten zuiden van Kép.
De vliegbasis is veel gebruikt tijdens de Vietnamoorlog en in 1979 tijdens de Chinees-Vietnamese Oorlog, de oorlog met de Volksrepubliek China, die Vietnam binnenviel als vergelding van de Vietnamese invasie in Cambodja.
De startbaan is ongeveer 2200 meter lang en is van asfalt.